# Sword Beach
Sword Beach è stato il nome in codice alleato di una delle cinque spiagge in cui avvenne lo sbarco anfibio in Normandia (Operazione Neptune) il 6 giugno 1944, come parte iniziale dell'Operazione Overlord. La spiaggia di Sword, che era la più a oriente delle cinque, distava da Caen appena 15 km e si estendeva per 8 km, da Lion-sur-Mer, vicino a Ouistreham, fino a Saint-Aubin-sur-Mer, alla foce del fiume Orne. La spiaggia di sbarco era suddivisa in quattro zone denominate da ovest a est "Oboe", "Peter", "Queen" e "Roger".
La spiaggia era di competenza della 2ª Armata britannica del tenente generale Miles Dempsey e le prime unità a sbarcare furono la 3ª Divisione di fanteria e alla 27ª Brigata corazzata. Tra le forze sbarcate vi fu un piccolo gruppo di 177 uomini delle forze francesi libere agli ordini di Philippe Kieffer.

## Obiettivi alleati
Il compito della 3ª Divisione di fanteria era creare una testa di ponte sulla spiaggia per permettere lo sbarco del resto dell'armata: nello specifico la prima ondata avrebbe visto toccare terra il 1º Battaglione "South Lancashire" e il 2º Battaglione "East Yorkshire" dell'8ª Brigata con alcuni corazzati del 18º Reggimento "Ussari reali". Successivamente la 9ª Brigata si sarebbe congiunta con la 3ª Divisione di fanteria canadese, a ovest, proteggendo il fianco destro della spiaggia mentre la 1ª Brigata servizi speciali di Lord Lovat si sarebbe unita ai 6ª Divisione aviotrasportata, sul fianco sinistro. Infine tre battaglioni della 185ª Brigata si sarebbero diretti verso Caen e il vicino aeroporto di Carpiquet.

## Ordine di battaglia
| Tipologia unità                         | Queen White                                                   | Queen Red                                                                     |
| --------------------------------------- | ------------------------------------------------------------- | ----------------------------------------------------------------------------- |
| Commandos (1ª Brigata servizi speciali) | 41º Commando Royal Marines                                    | 3º, 4º e 6º Commando 45º Commando Royal Marines 10º Commando (Francia libera) |
| Artiglieria semovente                   | 33º e 76º Reggimento da campo                                 | 33º e 76º Reggimento da campo                                                 |
| Battaglione di riserva                  | 1º Battaglione del Reggimento "Suffolk"                       | 1º Battaglione del Reggimento "Suffolk"                                       |
| Gruppo del secondo assalto              | 5º Gruppo (5º Battaglione del Reggimento del Re)              | 5º Gruppo (5º Battaglione del Reggimento del Re)                              |
| Carri antimine                          | Uno squadrone del 22º Reggimento "Dragoni"                    | Uno squadrone del 22º Reggimento "Dragoni"                                    |
| Veicoli dei genieri                     | 77º Squadrone, 5º Reggimento d'assalto, Royal Engineers       | 79º Squadrone, 5º Reggimento d'assalto, Royal Engineers                       |
| Supporto corazzato                      | 5ª Batteria di supporto corazzato indipendente, Royal Marines | 5ª Batteria di supporto corazzato indipendente, Royal Marines                 |
| Battaglioni d'assalto                   | 1º Battaglione del Reggimento "South Lancashire"              | 2º Battaglione del Reggimento "East Yorkshire"                                |
| Carri anfibi (Sherman DD)               | 13º Battaglione del 18º Reggimento "Ussari"                   | 13º Battaglione del 18º Reggimento "Ussari"                                   |
| [ 4 ]                                   |                                                               |                                                                               |

Il vice ammiraglio John Talbot ebbe il comando della forza da sbarco S, assegnata a Sword Beach. Tale forza consisteva in 18 cacciatorpediniere, della Royal Navy o dei Royal Marines, di cui la HMS Largs fu la nave ammiraglia. Alla Forza S fu dato supporto dalla Forza D del vice ammiraglio Patterson. Egli poteva contare sulle navi da battaglia HMS Warspite e HMS Ramillies, il monitore Roberts, quattro incrociatori inglesi e uno polacco e quattordici cacciatorpediniere, di cui uno polacco e due norvegesi. Le navi da battaglia e il monitore furono impiegate, per via della loro potenza di fuoco, nel sopprimere le batterie costiere a est del fiume Orne mentre le altre imbarcazioni furono inviate a sorvegliare il settore Queen. Il successivo sbarco in massa doveva avvenire in un porto artificiale protetto dalla marea attraverso una struttura denominata barriera Gooseberry, formato da alcune navi affondate opportunamente. Tra esse la vecchia corazzata francese Courbet, che venne privata dell'apparato motore, sostituito da cemento, e rimorchiata sul posto da Weymouth con due rimorchiatori.
Il cacciatorpediniere norvegese Svenner venne affondato da alcune torpediniere tedesche, nell'unica azione militare della Kriegsmarine in tutta l'operazione Overlord.

## Preparazione tedesca
Sword Beach si trovava nel Vallo atlantico, un sistema difensivo creato dalla Germania per difendersi da eventuali invasioni alleate. Le difese tedesche lungo la costa si componevano di ostacoli e postazioni fortificate lungo la spiaggia. La maggior parte delle difese erano incentrate su cannoni da 75 mm, posizionati a Merville, e da 155 mm posizionati a Le Havre. La prima linea di difesa era composta da Flak 88 situati alcuni chilometri nell'entroterra. Vi erano inoltre fossati anticarro e mine, nonché enormi muri in calcestruzzo che bloccavano le strade. I tedeschi avevano posto a difesa della zona il 736º e il 125º Reggimento della 716ª Divisione di fanteria e la 21ª Divisione panzer, mentre a est, oltre il fiume Dives, era dislocata la 711ª Divisione di fanteria.
All'inizio di giugno del 1944, la 21ª Divisione panzer aveva ricevuto 90 nuovi Panzer IV, i quali aumentavano del 70% la potenza della divisione. Altre unità della 21ª però non erano in una situazione soddisfacente. Il Battaglione armi d'assalto n.º 200 era equipaggiato con camion francesi modificati per trasportare cannoni anticarro da 75 mm e obici da campo da 105 mm. Il battaglione motorizzato poteva contare su alcuni semicingolati ma molti soldati dovevano spostarsi ancora con gli autocarri.

## Lo sbarco
Come luogo dello sbarco furono scelte due spiagge, Queen white e Queen red ("Regina bianca" e "Regina rossa"), dove fu inviata la 3ª Divisione. Date le ridotte dimensioni delle spiagge, sbarcarono solo due battaglioni per ondata.
Le prime unità a sbarcare sulla spiaggia furono 32 dei 34 carri armati adattati per uno sbarco anfibio (Sherman DD) del 22º Reggimento "Dragoni", assieme a delle squadre di demolizione, alle ore 07:20 e subito si scontrarono con i tedeschi. Alle ore 08:00 i combattimenti si erano spostati già nell'entroterra.
Alle ore 07:30 i venti mezzi d'assalto anfibio (LCA), trasportanti le compagnie del 1º "South Lancashire" e del 2º "East Yorkshire", giunsero sulla spiaggia. Il 2º Reggimento ebbe pesanti perdite nel settore Queen red. I mezzi da sbarco per fanteria (LCI) dei 177 soldati francesi toccarono la terra ferma alle 07:31 e gli uomini si radunarono tranquillamente oltre la spiaggia prima di proseguire. Le truppe francesi avanzarono lungo una ferrovia e occuparono la località Riva-Bella (vicino a Ouistreham), circa alle 09:30, mentre gli inglesi del generale Crocker raggiungevano Ouistreham stessa e ne conquistarono il porto. I francesi, dopo essere stati respinti con armi pesanti, dovettero richiedere l'aiuto dei carri del Reggimento "Ussari" per espugnare il casinò della cittadina, il quale era stato trasformato in un bunker dai tedeschi. Alle 10:00, la via d'uscita dalle spiagge era libera e il battaglione di riserva (1º Battaglione del Reggimento "Suffolk") venne inviato a conquistare Colleville-sur-Orne (oggi Colleville-Montgomery). In seguito, il Commando N.º 6 della 1ª Brigata servizi speciali, sbarcata alle 08:20 a Queen red, si avventurò nell'entroterra, raggiungendo il ponte Pegasus, a Bénouville, sul fiume Orne di fondamentale importanza per gli Alleati, tenuto dalla 6ª Divisione aviotrasportata. Ai paracadutisti venne dato il cambio alle ore 12:02.

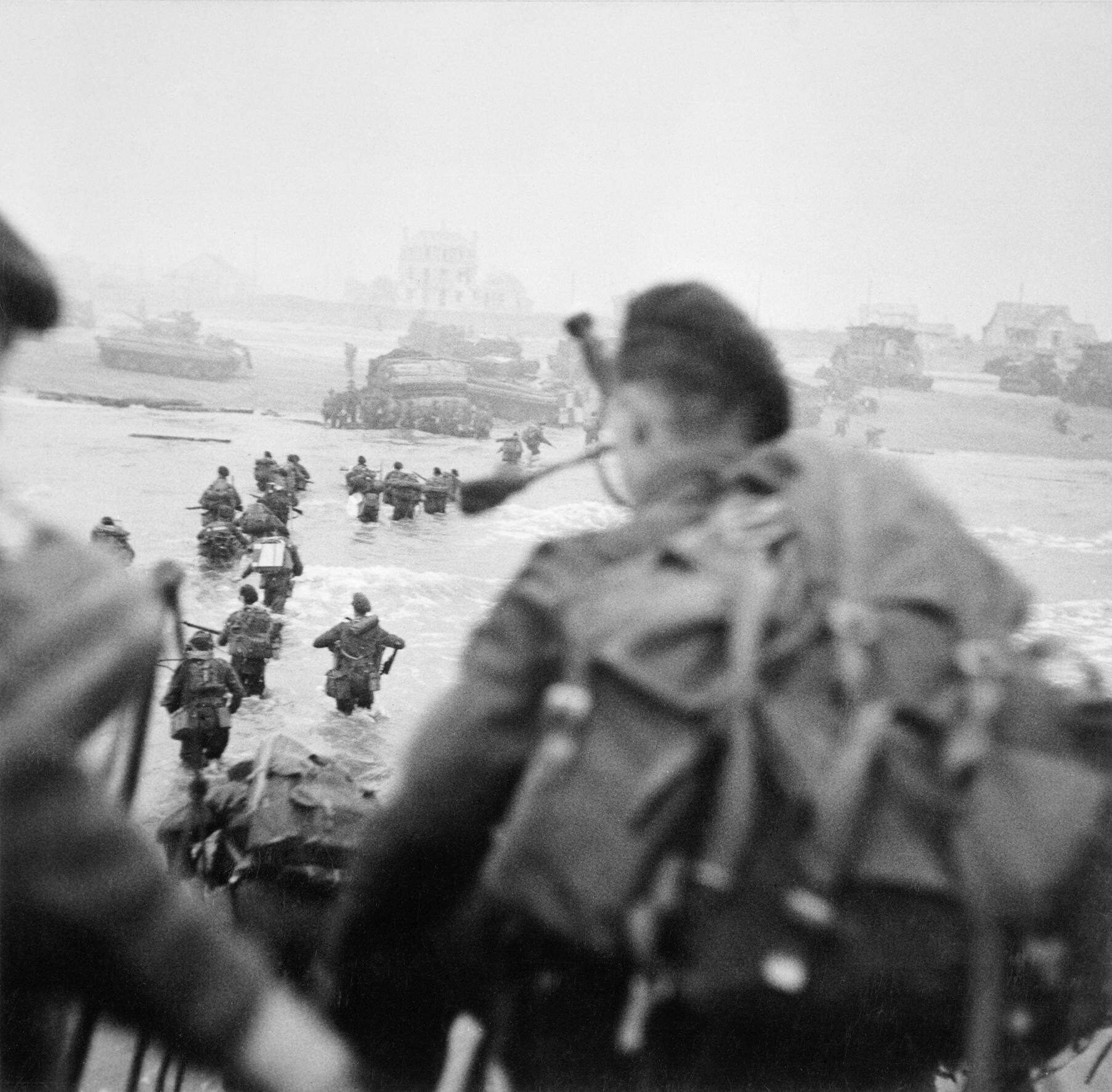
Una immagine di Bill Millin e la sua cornamusa durante lo sbarco, conservata nell'archivio fotografico del British Museum

Alle ore 09:30 dello stesso giorno, anche Hermanville-sur-Mer era stato liberato e la 185ª Brigata, che cominciava a sbarcare, si raggruppò a nord del villaggio, per dirigersi poi nel primo pomeriggio verso la città di Caen. L'altura Périers fu raggiunta a metà pomeriggio ma l'avanzata britannica fu bloccata dal contrattacco della 21ª Divisione panzer.
Durante lo sbarco della 1ª Brigata servizi speciali, Lord Lovat ordinò al suo cornamusiere, Bill Millin, di suonare il suo strumento durante l'avanzata da Sword Beach, mentre i suoi compagni combattevano per conquistare la spiaggia.

### Reazione tedesca
La 21ª Divisione panzer, il giorno dello sbarco, era posizionata nei dintorni di Caen per reagire il più velocemente possibile ad attacchi da parte di paracadutisti o Commando alleati. Il generale Edgar Feuchtinger aveva precisi ordini di non attaccare alcuna forza consistente di invasione senza l'autorizzazione del Gruppo d'Armate B. Alle 01:00 del 6 giugno, Feuchtinger ricevette dispacci indicanti il lancio di paracadutisti a est del fiume Orne. Il generale inviò due battaglioni motorizzati ad affrontare i paracadutisti mentre un battaglione da ricognizione fu inviato a localizzare eventuali lanci avvenuti a sud di Caen. Alle 04:30 il Gruppo d'Armate B ordinò che l'intera divisione fosse inviata contro i paracadutisti, togliendo così ogni possibilità di resistere ad uno sbarco sulla costa. Alle 09:00 gran parte della 21ª Divisione si stava muovendo verso nord-est, allontanandosi da Caen. Alle 10:30 il generale Erich Marcks, comandante dell'84º Corpo d'Armata, mutò gli ordini di Feuchtinger, il quale doveva ora inviare il grosso della sua unità contro le spiagge in mani britanniche e canadesi (Sword e Juno Beach). Questo cambiamento provocò un gran caos tra le truppe tedesche. Molti degli uomini erano irrimediabilmente in contatto diretto con i paracadutisti inglesi così, alle 13:00, Feuchtinger cercò di risolvere al meglio la situazione. Divise le sue forze corazzate: tre dei suoi battaglioni panzer furono inviati contro le spiagge mentre il quarto, con il Reggimento panzergrenadier (fanteria meccanizzata) n.º 125, avrebbe continuato le operazioni contro i paracadutisti. Il risultato fu che tre quarti della divisione tedesca poté essere impiegata nel contrattacco sulla spiaggia anche se la probabilità di successo si ridusse a causa del tempo impiegato a riorganizzare l'unità. Durante le manovre i carri tedeschi furono bersagli del fuoco aeronavale alleato e sei furono messi fuori uso.
Fu solo alle 16:00 che le prime unità tedesche riuscirono a dispiegarsi a nord di Caen. Il generale Marcks nel frattempo si convinse dell'importanza di tenere il rilievo Périers, dal quale i suoi uomini avrebbero potuto respingere ogni attacco britannico. Alle 16:20 l'assalto tedesco ebbe inizio. I britannici, che già avevano conquistato il pendio, videro avanzare una formazione di 40 Panzer IV verso le loro posizioni. I britannici rimasero in attesa finché i carri non furono alle pendici del colle, poi aprirono il fuoco con le armi anticarro. Sul fianco destro, sei dei venticinque carri armati furono distrutti. I carri superstiti cercarono riparo in una zona boscosa mentre più a ovest il 1º Reggimento panzer subì un destino simile con nove carri distrutti. A ovest della zona di sbarco britannica, il Panzer Kampfgruppe "Rauch" trovò la zona libera dal controllo alleato, tra Sword e Juno Beach, e si diresse indisturbato verso la costa. Lì, riuscirono ad unirsi con il 111º Battaglione del Reggimento di fanteria n.º 736, il quale teneva le posizioni a ovest di Lion-sur-Mer.
Il contrattacco tedesco ebbe un consistente effetto psicologico sulle truppe britanniche. Esso infatti bloccò l'avanzata alleata su Caen e convinse il generale Bernard Montgomery ad abbandonare l'idea di attaccare la città lo stesso giorno dello sbarco. Le proprie manovre impedirono però ai tedeschi di sfruttare la breccia creatasi tra le spiagge Sword e Juno. Alle 21:00 i soldati tedeschi del Gruppo "Rauch" udirono il ronzio dei motori dei velivoli alleati, che ondata dopo ondata inviavano il resto delle truppe aviotrasportate britanniche. I soldati tedeschi a Lion-sur-Mer si ritirarono, credendo di essere tagliati fuori dal resto del loro esercito, non conoscendo il reale luogo del lancio inglese.

## Consolidamento
Dopo aver liberato Coleville, il 1º Battaglione del Reggimento "Suffolk" si diresse verso due obiettivi chiave, nomi in codice Morris e Hillman, entrambi nell'entroterra più a sud. La batteria d'artiglieria a Morris si arrese senza combattere ma a Hillman gli inglesi trovarono una maggiore difesa, poiché la posizione era anche il quartier generale di un reggimento tedesco. La Compagnia A tentò un primo assalto attraverso il filo spinato ma fu respinta dal fuoco delle mitragliatrici. In soccorso alla fanteria giunse un gruppo di carri Sherman del Reggimento "Ussari" ma i colpi dei loro cannoni furono inefficaci contro i bunker tedeschi.
Non riuscendo ad attraversare Hillman, il 1º Battaglione del Reggimento "Norfolk" lo aggirò per raggiungere il suo obiettivo ma nell'eseguire la manovra passarono troppo vicino al nemico, subendo così diverse perdite. Il 2º Battaglione di fanteria leggera "King's Shropshire" dovette affrontare un contrattacco dei corazzati del 100º Battaglione del 22º Reggimento della 21ª Divisione panzer. In soccorso giunsero due squadroni del Reggimento "Steffordshire Yeomanry", che era riuscito ad uscire dal traffico formatosi sulle spiagge, che riuscirono a respingere i tedeschi, i quali persero quattordici carri mentre altri quindici furono danneggiati.
Una seconda forza tedesca, formata dai panzergrenadier della 21ª Divisione, ebbe più fortuna e in un contrattacco fu in grado di avanzare nello spazio che divideva le due spiagge, raggiungendo i propri compagni che ancora resistevano a Lion-sur-Mer. La 9ª Brigata, l'ultima della 3ª Divisione britannica a sbarcare, comprendeva due battaglioni (il 2º "Lincolnshire" e il 2º "Royal Ulster Rifles") il cui compito era di prendere posizione a sud della stessa Lion-sur-Mer per tenere il fianco dell'invasione e respingere ogni contrattacco tedesco. Il terzo battaglione, il 1º "King's Own Scottish Borderers", avanzò a est per rendere sicura la strada verso il ponte Pegasus e la 6ª Divisione aviotrasportata.
Un secondo attacco fu effettuato contro Hillman nel tardo pomeriggio dopo che i genieri avevano creato una via attraverso il campo minato. I carri del Reggimento "Ussari" guidarono gli uomini attraverso la via mentre il 1º Reggimento "Suffolk", seguendo i mezzi corazzati, si occupava della fanteria rimasta. Quattro ore dopo, verso le 20:00, quasi tutte le posizioni erano sicure e l'ultima difesa si arrese il mattino seguente.
Alla sera del 6 giugno, non tutti gli obiettivi programmati erano stati raggiunti dalla 3ª Divisione. Il contrattacco della divisione Panzer riuscì a raggiungere la costa vicino a Luc-sur-Mer, alle 20:00, ma vedendo i velivoli dell'Operazione Mallard, per paura di essere circondati dal nemico, si ritirarono. Il collegamento tra le truppe inglesi e quelle canadesi sbarcate a Juno Beach venne effettuato il mattino seguente e un altro obiettivo, il più importante per la campagna non fu raggiunto: Caen, infatti, rimarrà in mano ai tedeschi fino al 9 luglio.
La reazione tedesca allo sbarco fu troppo lenta e ciò per loro fu fatale. Le riserve tedesche più vicine, la 12ª Divisione panzer SS e la Divisione Panzer-Lehr, non furono chiamate in causa dal comando prima delle 19:00, troppo tardi per respingere gli Alleati.
Alla fine della giornata le forze sbarcate ammontavano a 28 845 uomini e 2 603 veicoli mentre le perdite erano state solo 630.

## Filmografia
- Il giorno più lungo (The Longest Day) film del 1962 che narra dei preparativi e dell'attuazione dello sbarco in Normandia.